# Monumento nazionale di Hovenweep
Il monumento nazionale di Hovenweep è un punto di interesse rilevante in ambito storico-archeologico situato nella parte sud-orientale dello Stato dello Utah (Stati Uniti) e a ridosso del confine con il Colorado: gli insediamenti più vicini sono Cortez, in Colorado, e Blanding, nello Utah. Alcuni affluenti poco profondi attraversano gli ampi e profondi canyon creati dal fiume San Juan.
Sebbene il monumento nazionale di Hovenweep sia perlopiù noto per i sei gruppi di villaggi ancestrali di epoca anasazi, sono state trovate prove di occupazione da parte di cacciatori-raccoglitori dall'8.000 al 6.000 a.C. fino al 200 d.C. In seguito, una successione di antiche culture pueblo si stabilì nell'area e vi rimase fino al XIV secolo.
Hovenweep divenne un monumento nazionale nel 1923 ed è oggi amministrato dal National Park Service: nel luglio 2014, l'International Dark-Sky Association ha designato Hovenweep alla stregua di International Dark Sky Park.

## Storia

### Epoca antica
I ritrovamenti rinvenuti dagli archeologi indicano che i paleoamericani si stanziarono nella zona in epoca antica. Durante il periodo di transizione da una società tradizionale di cacciatori-raccoglitori agli anasazi, si verificarono diversi cambiamenti culturali in epoche differenti.

#### Prime tracce umane
I cacciatori-raccoglitori di 10.000 anni fa si procacciavano il cibo e vivevano in luoghi poco ospitali, segnato da canyon profondi e aree con pochi animali e una vegetazione scarna, oltre che caratterizzati dalla presenza di poca acqua: da ciò si intuisce come mai le dimensioni dei gruppi di cacciatori non superavano mai un tot di persone. Dopo essersi adattati per trovare cibo sufficiente, integrando la loro dieta con noci, semi e frutti di piante selvatiche, i nativi hanno iniziato a stanziarsi in maniera più o meno costante. Sono stati trovati manufatti di paleoamericani che si accampavano e cacciavano in venti siti diversi lungo il Cajon Mesa di Hovenweep già nell'8.000 a.C.: alcuni reperti risalgono al 6.000 a.C. circa.

### Fine della seconda era Basketmaker (50 al 500 d.C.)
Le comunità che vivevano nei pressi dell'odierno quadruplo confine federale si dedicarono alla coltivazione del mais e al commercio di feste di vimini con la zona mesoamericana circa 2.000 anni fa. Grazie a un maggiore controllo della loro dieta attraverso la coltivazione, lo stile di vita dei cacciatori-raccoglitori divenne più sedentario e piccoli gruppi dispersi iniziarono a coltivare, oltre che il mais, anche la zucca: non si deve pensare tuttavia che la pratica della caccia e del nutrimento grazie alle piante selvatiche trovate all'occorrenza fosse scomparsa.
Il termine attribuito a queste comunità in lingua inglese, "Basketmakers", che significa letteralmente "costruttori di ceste", si deve, come si intuisce, alla loro abilità nel realizzare oggetti volti a conservare il cibo, coprirli di pece per riscaldare l'acqua e usarli per tostare semi e noci. Si tessevano borse, sandali, cinture con piante e foglie di yucca e si abbellivano con delle perline. Di tanto in tanto, i nativi si spostavano in caverne asciutte, dove scavavano fosse e le rivestivano con delle pietre per conservare il cibo; i discendenti di tali tribù popolarono l'insediamento pueblo di Hovenweep e di Mesa Verde.

### Terzo periodo Basketmaker (500 a 750)

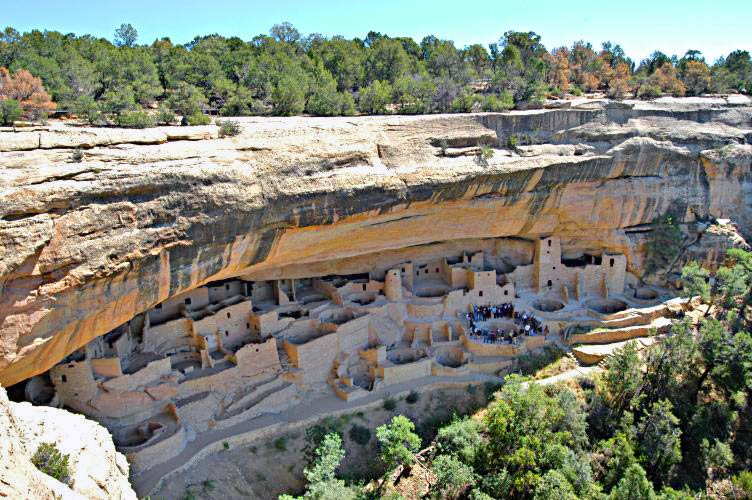
Cliff Palace, Parco nazionale di Mesa Verde

In questo arco temporale, trovò inserimento la ceramica, che ridusse il numero di cesti realizzati dai nativi ed eliminò la creazione di borse intrecciate. La semplice ceramica grigia risultava uno strumento migliore per cucinare e conservare. I fagioli si aggiunsero alle colture e anche nella caccia l'impiego di archi e frecce facilitò la caccia e, di conseguenza, l'acquisizione di pelli per l'abbigliamento. Le piume di tacchino venivano intrecciate in coperte e vesti. Sul bordo di Mesa Verde, sparuti gruppi costruirono case al di sotto delle parti superiore dei canyon o nelle viscere degli anfratti, anche alcuni metri sotto la superficie, con elementi che suggeriscono l'introduzione di rituali funerari.

### Primo periodo del Pueblo (750 a 900)
Dai pueblos di Mesa Verde si apprende di alcuni progressi durante questo periodo che si riflettono nelle strutture di Hovenweep costruite nel successivo periodo culturale. Gli edifici sono stati costruiti con pietra, finestre rivolte a sud e nelle forme che richiamano lettere dell'alfabeto quali la U, la E e la L. Le costruzioni risultano più vicine tra loro e riflettono l'approfondimento della celebrazione religiosa, mentre le torri furono costruite vicino a kivas e, probabilmente, utilizzate dalle sentinelle. La ceramica divenne più versatile, non solo per cucinare, ma allora integrata con brocche, mestoli, ciotole, barattoli e stoviglie per cibo e bevande. Emersero inoltre ceramiche bianche con disegni neri, i cui pigmenti provenivano dalle piante. Sempre in questo periodo, emersero pure tecniche di gestione e conservazione dell'acqua, compreso l'uso di bacini idrici e dighe di contenimento del limo.

### Antichi Pueblo

#### Seconda epoca Pueblo (900–1150)
Nel 900 circa, il numero di siti residenziali di Hovenweep crebbe. Come le tribù localizzate presso Mesa Verde e il Canyon de Chelly, dalle cime delle mesa si passò alla sommità dei canyon.
Gli anasazi in gran parte presenti, passarono da abitazioni sparse a costruire pueblos alla fine del XII secolo accanto a sorgenti o altre fonti d'acqua vicino o presso le parti superiori dei canyon. Questo processo raggiunse il suo apice tra il 1230 e il 1275 a Mesa Verde, dove si contavano circa 2.500 residenti. L'architettura e le ceramiche di Hovenweep si presentano in forme simili a quelle di Mesa Verde.

#### 1150–1350
Gli abitanti di Hovenweep completarono la costruzione di edifici con torri a un piano intorno al 1000. Nel 1160 circa, si cominciò ad allargare gli insediamenti, con torri più elevate, dighe e bacini idrici. I campi per l'agricoltura si concentrarono presso luoghi dove l'acqua poteva essere raccolta: a tale tendenza seguì la realizzazione di strutture in pietra, alloggi e altri rifugi. I pueblos e le torri di pietra del popolo di Hovenweep evidenziano una manualità e delle conoscenze ingegneristiche abbastanza elevate. I costruttori non livellarono le fondamenta delle loro strutture, ma adattarono i progetti di costruzione alle superfici irregolari delle lastre di roccia. I pueblos di pietra erano dunque, per via di come si presentavano, indicati come castelli dagli esploratori del XIX secolo. Le strutture di spicco quali il castello di Hovenweep, la casa di Hovenweep, la torre quadrata, la casa della roccia di Rim, le torri gemelle, i resti di una fortificazione e una struttura separata sono ad oggi tutte sopravvissute in maniera più o meno discreta. Le sorgenti dei corsi d'acqua locali sono tutte poco distanti.
Due murali di Hovenweep sono stati recuperati e si possono ammirare in parte presso il museo degli Anasazi: essi forniscono una visione approfondita della vita degli antichi. Warren Hurley li descrive come "alcuni degli esempi meglio conservati di pitture murali dell'epoca del terzo Pueblo nella regione settentrionale di San Juan".

#### I sei gruppi di edifici
- Cajon, costruito allo stesso modo della configurazione dell'Holly e di Hackberry e Horseshoe, si trova all'inizio dell'Allen Canyon. Consiste in un gruppo di blocchi di stanze e i resti di una torre, che si stima possa ospitare 80-100 persone, realizzata su un masso che si trova sotto il bordo della formazione geologica.[21][26] I resti degli allineamenti delle pareti sotto il bordo dell'astragalo rappresentano una possibile coltivazione effettuata su terrazzamenti.[26]
- Cutthroat Castle si trova in una propaggine del canyon di Hovenweep. Il sito, il meglio conservato, si trova sul lato nord del torrente. Cutthroat è unico tra i complessi a causa della mancanza di sorgenti e del fatto che gran parte dell'architettura si trova sotto il bordo.[22]
- Goodman Point, il complesso più esteso e più a est, contiene piccoli e grandi gruppi di strutture costruite in parte sottoterra. Il periodo in cui fu più popolato va individuato tra il 1150 e il 1300: tra i primi residenti figuravano costruttori di ceste che si erano già stanziati in epoca precedente.[27][nota 1]
- Holly Group, localizzato sul canyon Keeley.[23] Si tratta della sezione che include un murale di arte rupestre che forse stava ad indicare qualcosa in riferimento al solstizio d'inverno.[28] I cinque edifici inclusi nel sito sono Curved Wall House, Great House, Holly Tower, Isolated Boulder House e Tilted Tower.[29]
- Hackberry and Horseshoe group: Hackberry era un villaggio di medie dimensioni realizzato nella terza epoca del Pueblo III nella sezione orientale del Bridge Canyon.[24] Si ritiene che circa 250-350 abitanti risiedessero nel gruppo Hackberry. Situato a circa 500 metri di distanza, il gruppo a ferro di cavallo è costituito da quattro edifici pueblo che danno origine a una forma a U.[24] In riferimento a quest'ultimo sito, sorgeva una diga sul bordo volta a costituire un bacino idrico. Horseshoe House è una struttura a forma di D contenente tre stanze che circondano una possibile sezione centrale: lo stile architettonico suggerisce un uso cerimoniale o pubblico.[29] Circa 800 anni fa, gli edifici furono costruiti con pietre "perfettamente adatte" e incastonate con malta di sabbia, cenere, argilla e acqua.[24]
- Il gruppo della torre centrale (Square Tower) è il più vasto esempio di edifici pueblo a Hovenweep ed era popolata da un massimo di 500 persone. Localizzata presso il Little Ruin Canyon,[30] le torri di Hovenweep ivi situate furono costruite secondo una varietà di canonid forme a D, quadrati, ovali e cerchi.[18] Gli scopi erano disparati, essendovi alcuni magazzini finalizzati a contenere gli utensili e altri per molatura, kiva per funzioni rituali, stanze residenziali e magazzini.[5] Le torri hanno un accesso limitato, contengono poche finestre e molte hanno fessure strette o spioncini posizionati nei muri. È stato dimostrato che le fessure e le porte del castello di Hovenweep, nello Square Tower Group, definiscono un apparente calendario solare: l'edificio è allineato in modo che la luce venga convogliata attraverso le aperture nell'edificio al tramonto del solstizio d'estate, del solstizio d'inverno e dell'equinozio di primavera e autunno. La luce cade lungo percorsi tracciati sugli architravi delle porte interne.[5][31]

#### Agricoltura

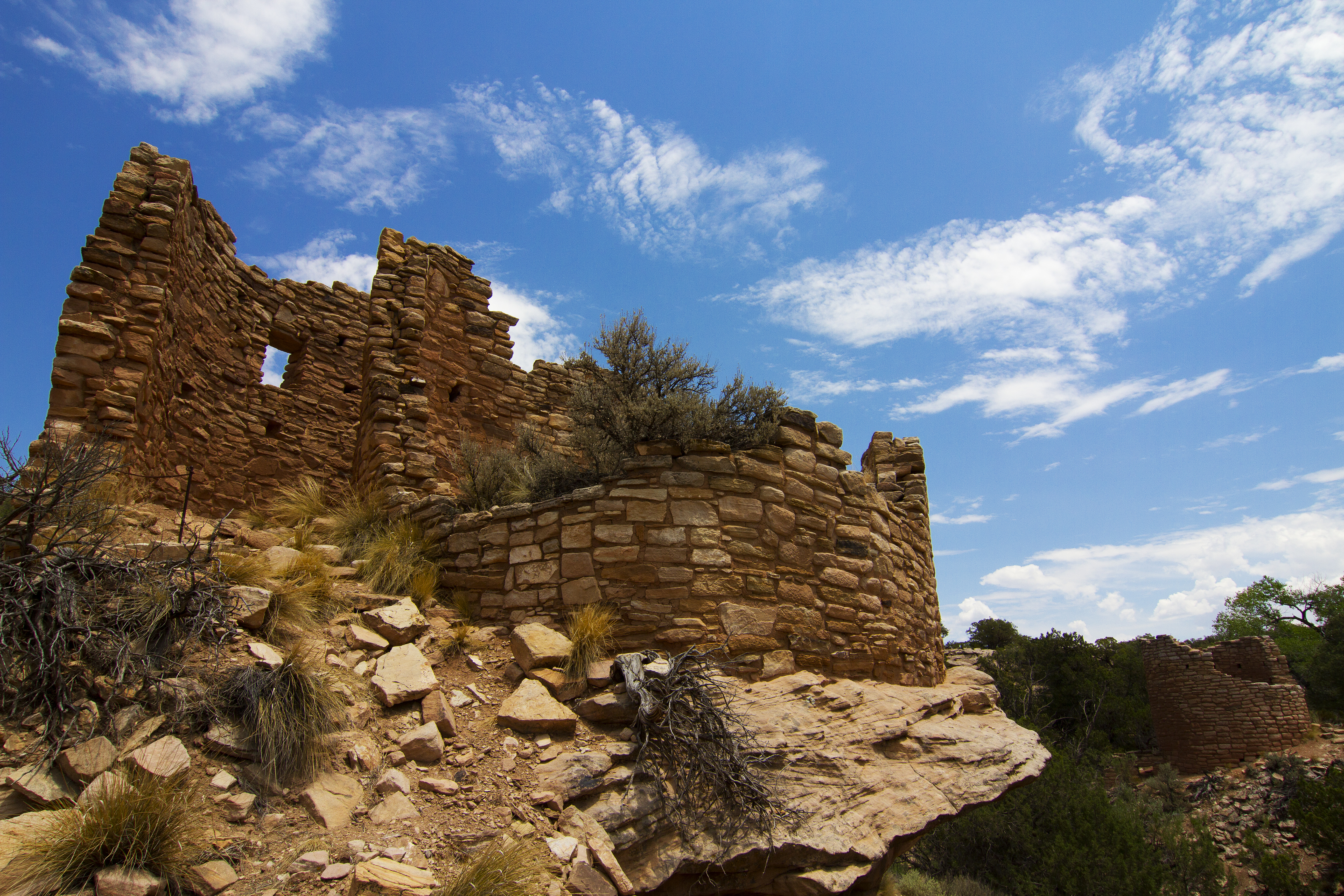
Cutthroat Castle

Tra le colture più comuni rientravano il mais, l'amaranto, i fagioli, le zucche e il cotone, solitamente coltivate su terrazzamenti che venivano irrorati dalle acque dirottate per mezzo di canali appositamente costruiti nei pressi delle stesse. Un simile ambiente favoriva altresì la proliferazione di piante selvatiche commestibili quali la pianta delle api delle Montagne Rocciose, la tifa, le ciperacee, l'alkekengi, l'euforbia e le bacche di goji.
I ricercatori che studiano le diete preistoriche hanno rintracciato fiori, semi e foglie di artemisia nei rifiuti dei Pueblo. Come parte minore della loro alimentazione, l'artemisia sarebbe stata una buona fonte di ferro e vitamina C. In quantità maggiori, questa appariva utile per eliminare i parassiti intestinali.

#### Risorse naturali
L'area circostante al monumento nazionale fornì una serie di materiali utili a supportare lo stile di vita delle tribù di Hovenweep. Gli alberi venivano usati per esempio a scopi edilizi o per il legname. I cestini erano sigillati con linfa di piñon, invero molto resistente. Vestiti e sandali venivano realizzati impiegando la corteccia di ginepro. Strumenti, come punte di proiettili per la caccia, raschietti e coltelli erano ultimati ricorrendo a rocce di quarzo.

### Abbandono del sito
Le attività di costruzione e relative all'acqua hanno spinto gli archeologi a ipotizzare che i cambiamenti climatici e l'aumento demografico abbiano aumentato l'instabilità delle comunità locali. Le tribù di Hovenweep lasciarono i pueblos di riferimento alla fine del XIII secolo, forse in risposta a una siccità regionale durata per 23 anni. In effetti, anche altri gruppi dell'intera regione dei Four Corners abbandonarono luoghi situati nelle località circostanti, tanto che l'area potrebbe essersi del tutto svuotata della presenza umana nel 1350. Le prove archeologiche e culturali portano gli scienziati a credere che le persone di questa regione siano migrate a sud per vivere con gli Hopi dell'Arizona e dei popoli del Rio Grande nel Nuovo Messico.

## Scoperta

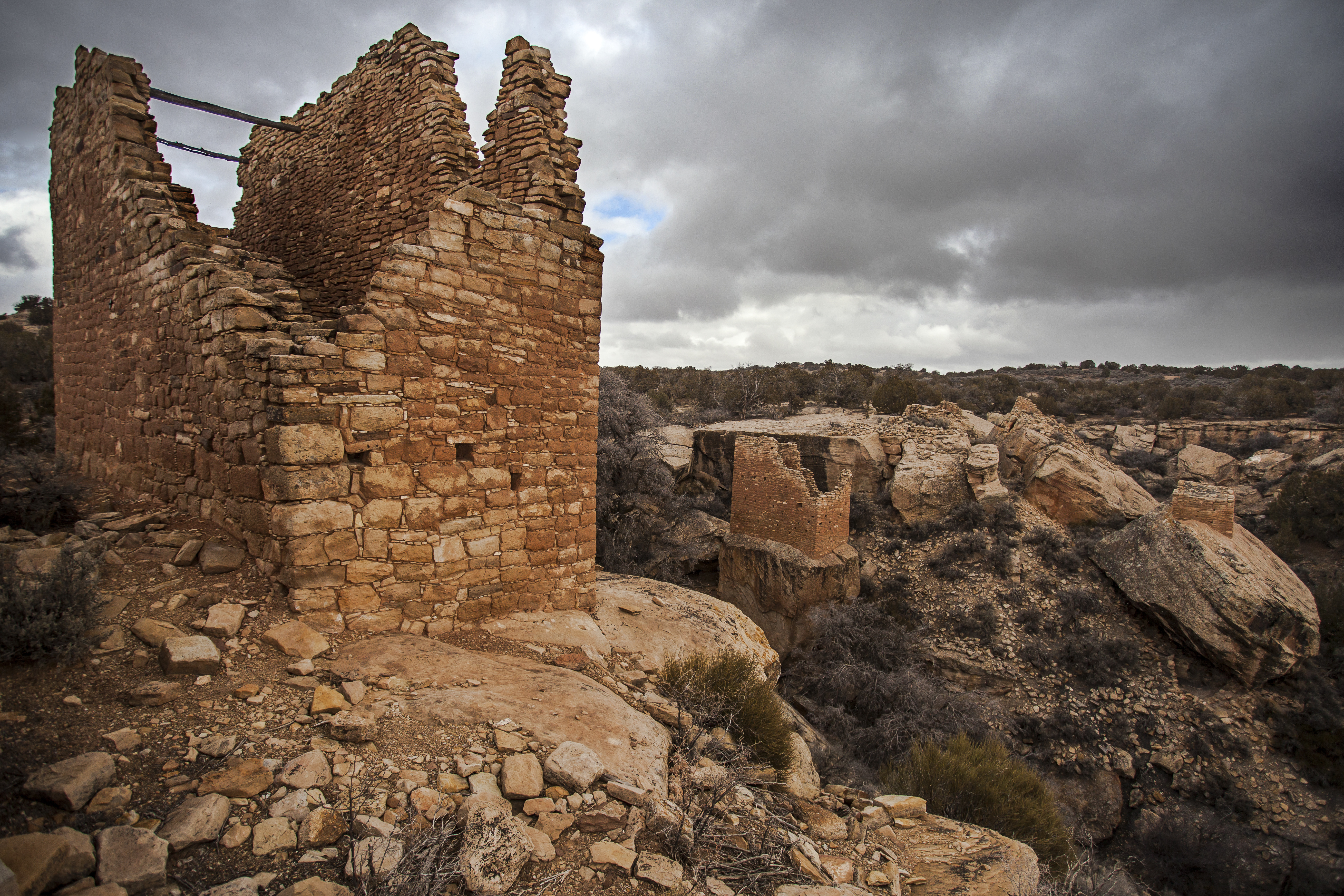
Holly Group

Nel 1854, William D. Huntington, durante un viaggio missionario negli Stati Uniti sudoccidentali per conto di Brigham Young, scoprì le rovine dell'attuale monumento nazionale. Le rovine erano già note alle guide ute e navajo, che le consideravano infestate da spiriti maligni e sollecitavano Huntington a starne alla larga.
Il nome Hovenweep, che significa "valle deserta" nella lingua ute, è stato adottato dal fotografo pioniere William Henry Jackson e William Henry Holmes nel 1878. Il termine ha finito poi per indicare oggi anche canyon desolati e aridi altopiani della zona, nonché le rovine di antiche civiltà.
Preoccupato per il vandalismo alle rovine preistoriche dello spartiacque di San Juan negli stati del quadruplo confine federale, nel 1903 T. Mitchell Pruden esaminò le rovine in quegli stati e riferì quanto segue riguardo all'area di Hovenweep:
Nel 1917-1918, l'etnologo J. Walter Fewkes dello Smithsonian Institution incluse le descrizioni delle rovine nei rapporti di indagine archeologica pubblicati e sollecitò una maggiore tutela delle rovine. Sono stati effettuati pochi scavi archeologici nei siti fino agli anni '70.

## Monumento nazionale

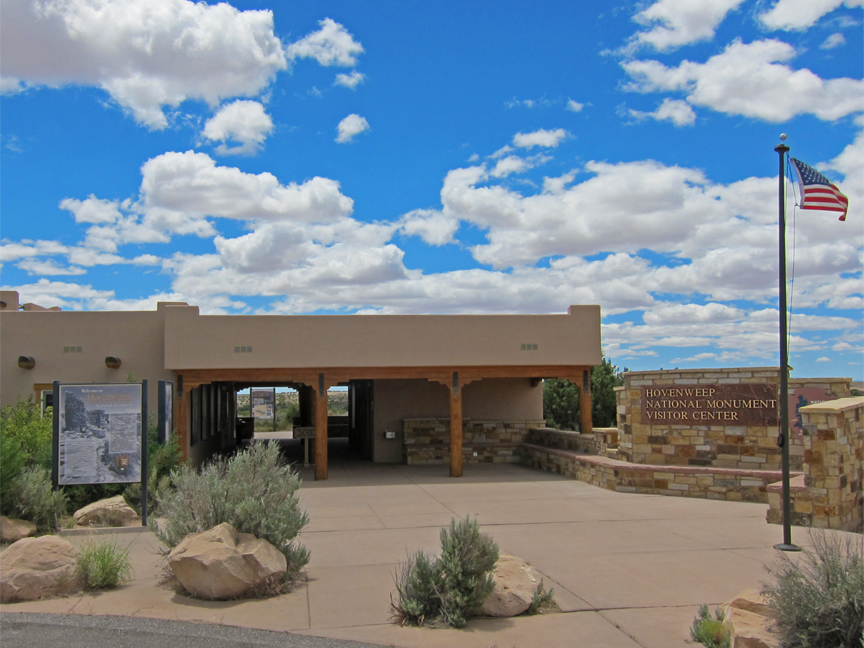
Il centro per i visitatori

Il 2 marzo 1923, il presidente Warren G. Harding proclamò Hovenweep monumento nazionale, assegnandola all'amministrazione dal National Park Service. Il 15 ottobre 1966 il monumento nazionale è stato inserito nel registro nazionale dei luoghi storici.
Oltre alle rovine, incluse nel monumento nazionale dell'Hovenweep rientrano in tale sito:
- Il centro visitatori presso il gruppo della torre centrale;
- 31 aree campeggio presso il gruppo della torre centrale;
- Alcuni sentieri escursionistici;
- Parcheggi, pic-nic e servizi igienici.

## Galleria d'immagini

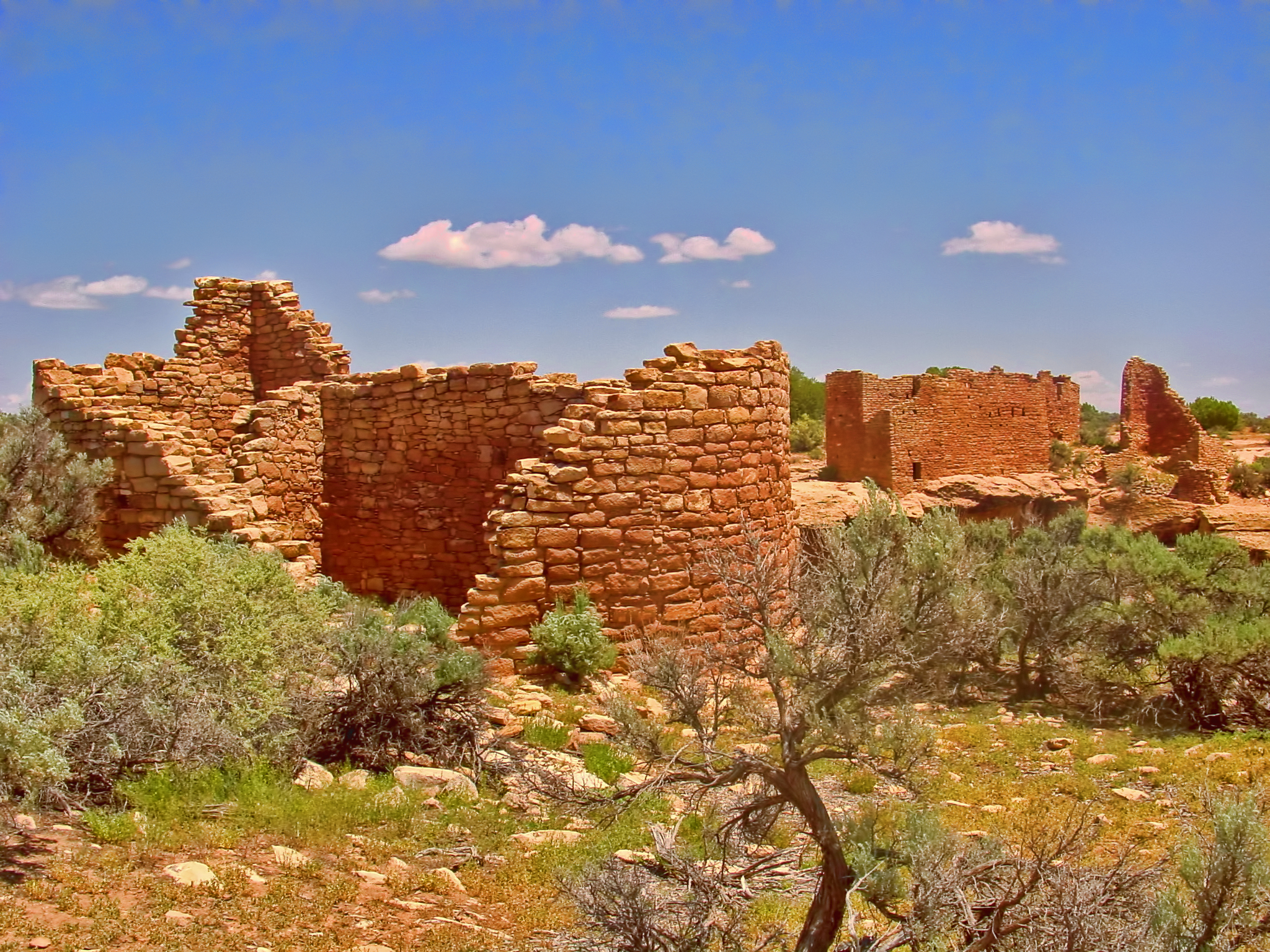
Ruderi di Hovenweep
Castello di Hovenweep
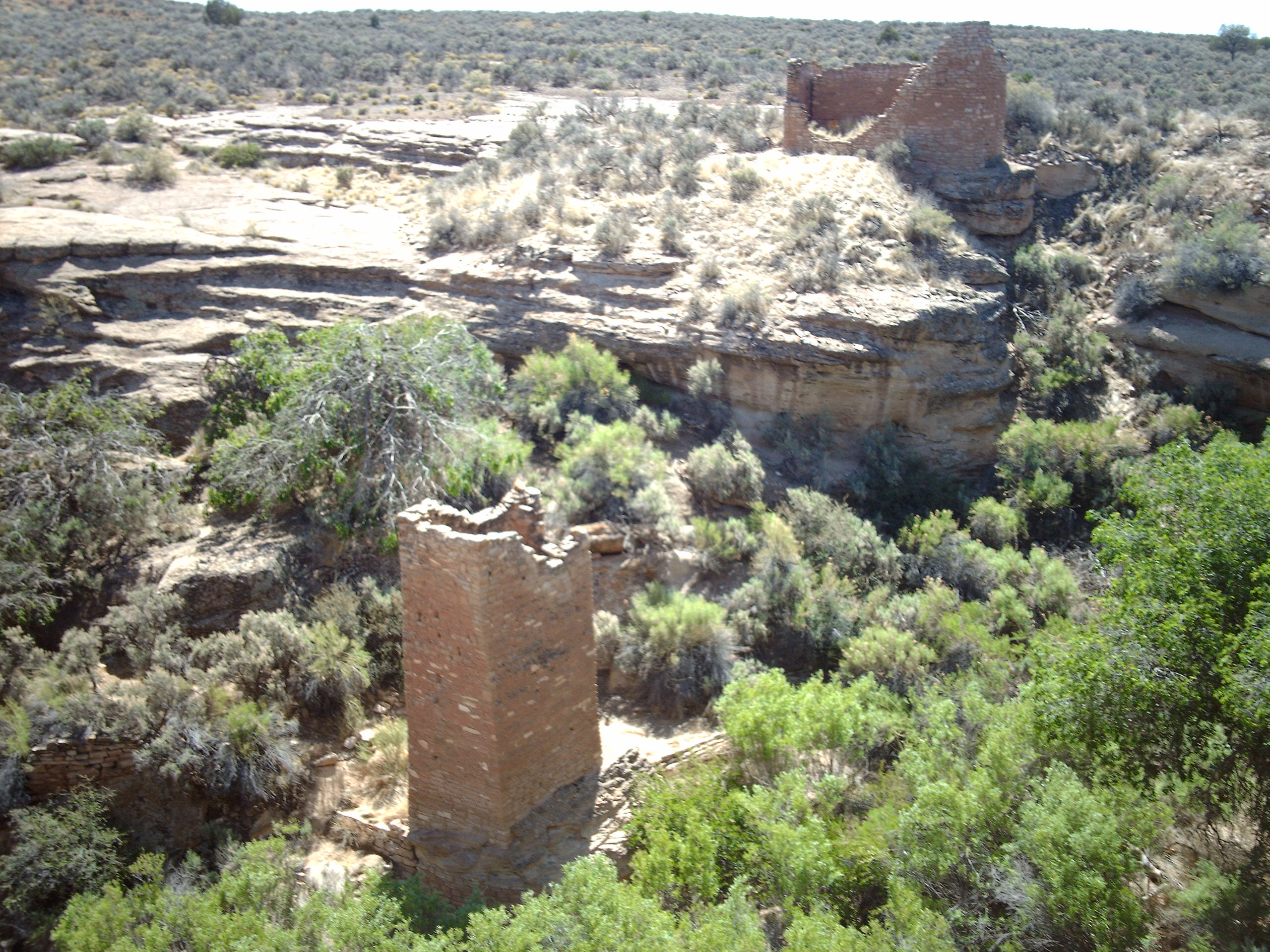
Torre centrale
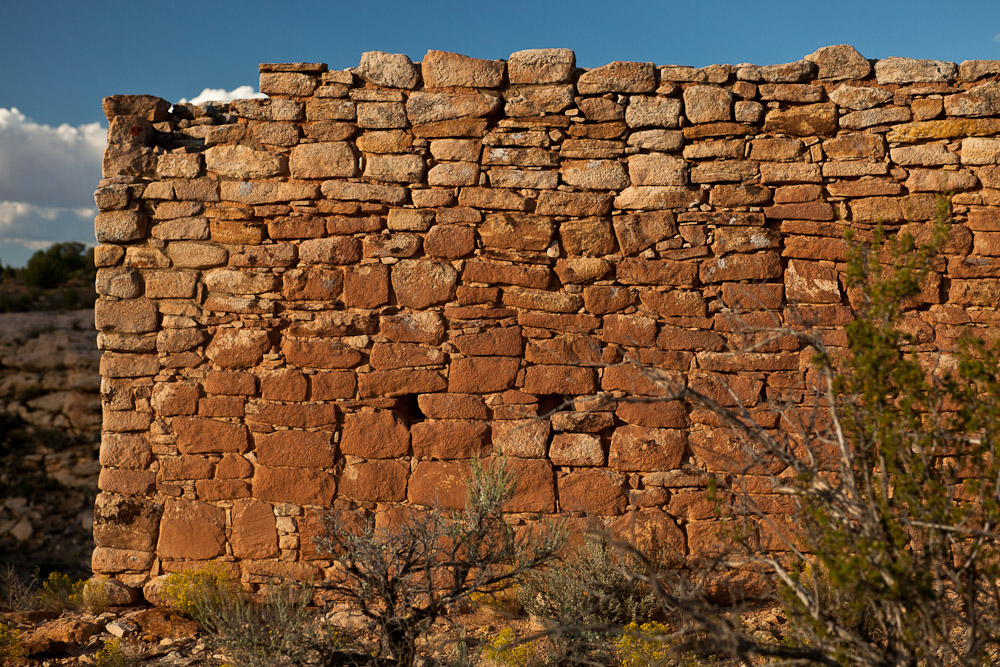
Porta della torre quadrata
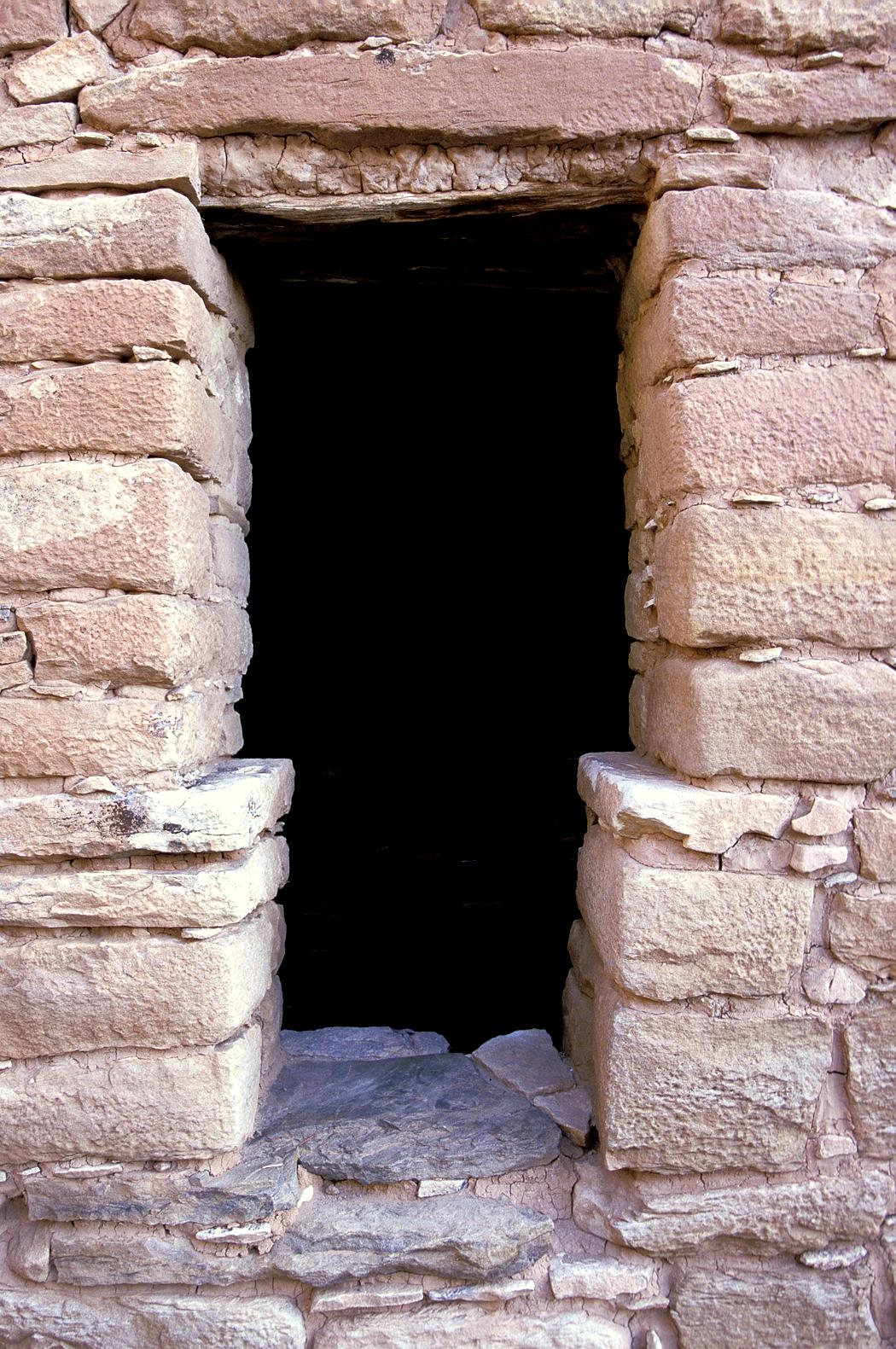
Ingresso alla porte della torre quadrata
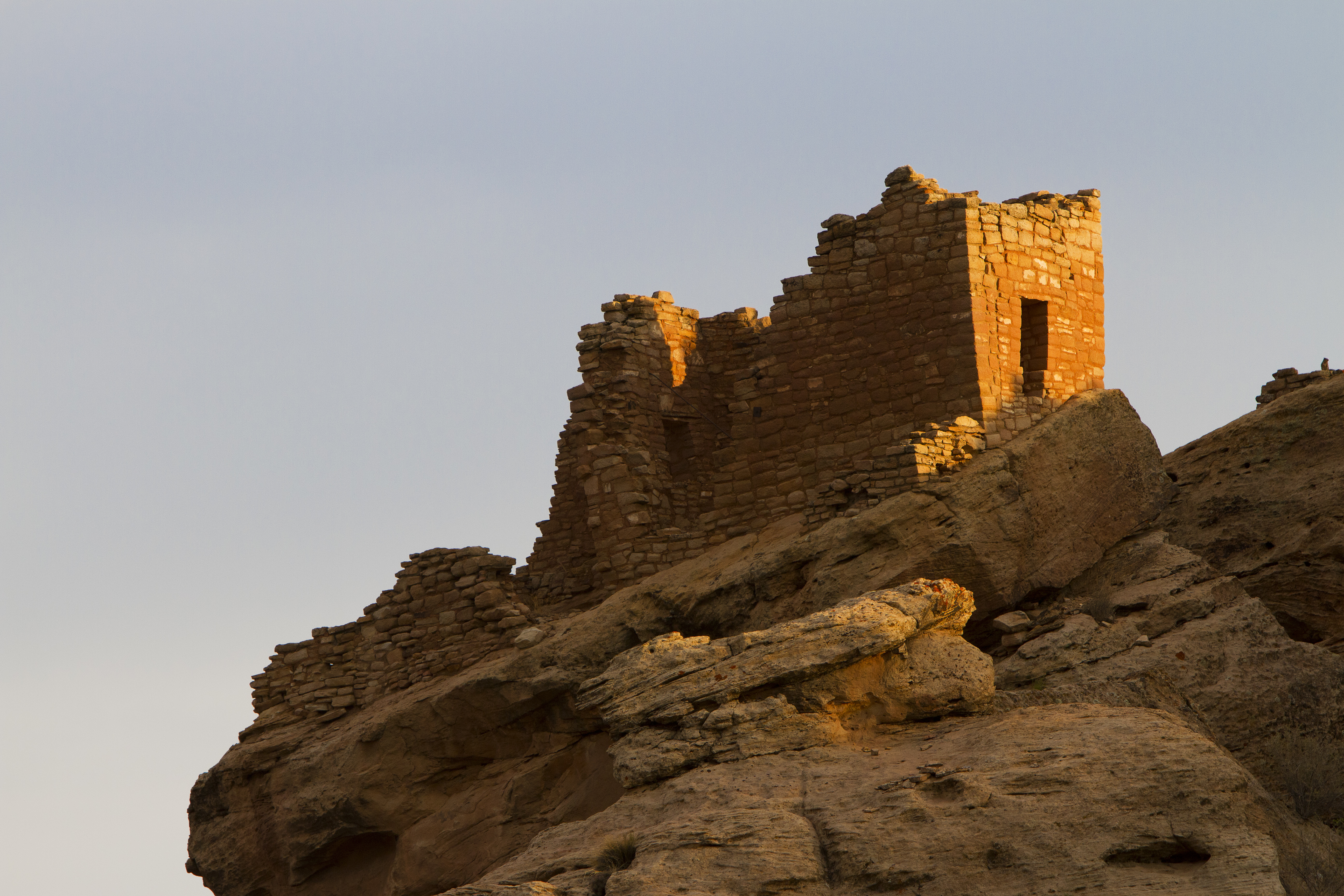
La roccaforte di Hovenweep